# Borys Sabarko
Borys Mychajlowytsch Zabarko (ukrainisch Борис Михайлович Забарко; * 18. November 1935 in Kalininske, Oblast Cherson) ist ein ukrainischer Historiker und Präsident der Allukrainischen Assoziation der Jüdischen KZ- und Ghettoüberlebenden.

## Leben
Zabarko überlebte als Kind das Ghetto von Scharhorod. Nach dem Krieg studierte er an der Universität von Czernowitz, war Doktorand am Institut für Geschichte der Akademie der Wissenschaften der Ukrainischen SSR in Kiew, wo er 1971 promovierte. 1969 bis 1988 war er wissenschaftlicher Mitarbeiter am Institut für Geschichte, 1971 bis 1991 Mitglied der sowjetisch-deutschen Historikerkommission, 1989 bis 2002 wissenschaftlicher Mitarbeiter am Institut für Weltwirtschaft und internationale Beziehungen der Nationalen Akademie der Wissenschaften der Ukraine.
Zabarko ist Autor von etwa 200 Büchern und Artikeln, veröffentlicht in Israel, Österreich, Russland, der Tschechoslowakei, der Ukraine und Ungarn. In Deutschland erschien seine mehrbändige Reihe über die Shoa in der Ukraine und der von ihm herausgegebene Erinnerungsband Nur wir haben überlebt im Dittrich Verlag. Er ist außerdem Initiator von Dokumentationen über antisemitische Schriften und Gewaltdelikte in der Ukraine.
Seit 1998 ist er Direktor des Instituts für Sozialarbeiter und Gemeindehelfer und seit 2004 Präsident der ukrainischen Vereinigung jüdischer ehemaliger Häftlinge der Ghettos und nationalsozialistischer Konzentrationslager. Am 21. Oktober 2009 wurde ihm als siebtem Ukrainer das Bundesverdienstkreuz am Bande verliehen.
Borys Zabarko lebte in Kiew. Anfang März 2022 flüchtete Sabarko vor dem Ukraine-Krieg mit seiner Familie nach Stuttgart.

## Publikationen (Auswahl)
- Классовая борьба и международная рабочая помощь: из истории международной пролетарской солидарности. Киев: Наукова думка, 1974, 221 S. (Klassenkampf und Internationale Arbeiterhilfe: aus der Geschichte der internationalen proletarischen Solidarität, Kiew 1974.)
- Международная солидарность трудящихся в борьбе против фашизма и угрозы войны, 1933-1939, 1984, 314 S. (Internationale Solidarität im Kampf gegen den Faschismus und den drohenden Weltkrieg, 1984.)
- Антифашистская солидпрность в годы Второй мировой войны, 1939-1945, 1987, 335 S. (Antifaschistische Solidarität in der Zeit des zweiten Weltkrieges 1939-1945, 1987.)
- Международная рабочая помощь в антифашистском движении. Киев: Наукова думка, 1993. 224 S. (Internationale Arbeiterhilfe in der antifaschistischen Bewegung, Kiew 1993.)
- Живыми остались только мы: свидетельства и документы. Киев: Задруга, 1999, 2000. (Wir sind die einzigen Überlebenden: Zeugnisse und Dokumente, Kiew 1999, 2000.)
- Nur wir haben überlebt. Holocaust in der Ukraine. Zeugnisse und Dokumente, Köln, 2004/2016.- 478/578 S.
- Holocaust in the Ukraine, London-Portland, 2005, -394 S.
- Überleben im Schatten des Holocaust in der Ukraine. Zeugnisse und Dokumente. (unter Mitwirkung von Margret und Werner Müller.) - Bonn, 2005. 64 S.
- Жизнь и смерть в эпоху Холокоста: свидетельства и документы. В 3-х тт. Киев: Дух и літера, 2006—2008, 1860 S. (Leben und Tod in der Epoche des Holocaust: Zeugnisse und Dokumente, Kiew, 2006-2008.)
- Мы хотели жить: свидетельства и документы. Книги 1-2, Киев: Дух и літера, 2013-2014.- 1592 S. (Wir wollten leben, Kiew 2013-2014.)
- Leben und Tod in der Epoche des Holocaust in der Ukraine. Zeugnisse von Überlebenden (mit Margret und Werner Müller), Berlin 2019, 1100 S.
- Life in the Shadow of Death. Recent memories about the Holocaust in Ukraine. Testimonies and Documents, Vol. 1-2, Melitopol, 2019, 1242 S.
- ми хотіли жити, звіти свідків і документи, книги 1-2, Київ, 2021- 1364 S. (Wir wollten leben. Zeugnisse und Dokumente, Kiew 2021.)
- Die letzte Generation der Überlebenden und das Gedenken an den Holocaust in der Ukraine.- In: Babette Quinkert/Jörg Morré (Hg.), Deutsche Besatzung in der Sowjetunion 1941-1944. Vernichtungskrieg. Reaktionen. Erinnerungen. Berlin, 2014.- S. 383-399.
- Geschichte und Gedenken an den Holocaust in der Ukraine. Zur Bedeutung der Erinnerungen und Zeugnisse der letzten Generation, die den Holocaust in der Ukraine überlebt hat. In: Wer überlebt, der erzählt... Erinnerungen der letzten Zeugen, eine Dokumentation, Wismar, 2015, S. 22–33.
- Die Ukraine zwischen Vergangenheit und Zukunft. In: Johannes Czwalina (Hg.) Die Wirklichkeit einblenden! Wege zum Frieden. Köln, 2017.- S. 190-208.
- Historic Inheritance of Holocaust Survivors in Ukraine. In: The Hidden Child. Vol. XXV. New York, 2017, S. 31.-37.